# 希望の唄
「希望の唄」（きぼうのうた）は日本のバンド・かりゆし58が2008年9月24日に発売した4枚目のシングル。

## 概要
前作「ウクイウタ」から4ヶ月ぶりのリリースでタワーレコード限定発売。それを記念し、初回限定盤3000枚にシークレット・トラックが1曲収録されている。限定発売だったに関わらず、週間オリコンチャートでは85位を記録した。
ジャケットは森永乳業とタワーレコードの「タワレコラボ」の第2弾として、森永乳業の製品「リプトン」×タワーレコードのコラボスリーブケース仕様。そのため前川はリプトンを手に持っている。

## 収録曲

### 通常盤
1. 希望の唄
朝日新聞社「サッカーCM」テーマソング
2. ライフ
3. 夜行列車

### 初回限定盤
1. 希望の唄
2. ライフ
3. 夜行列車
4. シークレット・トラック

- 全作詞・作曲：前川真悟／編曲：かりゆし58